# Tucker (Misisipi)
Tucker es un lugar designado por el censo del Condado de Neshoba, Misisipi, Estados Unidos. Según el censo de 2000 tenía una población de 534 habitantes y una densidad de población de 56.5 hab/km².

## Demografía
Según el censo de 2000, había 534 personas, 154 hogares y 125 familias residiendo en esta localidad. La densidad de población era de 56,5 hab./km². Había 159 viviendas con una densidad media de 16,8 viviendas/km². El 5,99% de los habitantes eran blancos, el 0,19% afroamericanos, el 92,88% amerindios, el 0,56% de otras razas y el 0,37% pertenecía a dos o más razas. El 0,56% de la población eran hispanos o latinos de cualquier raza.
Según el censo, de los 154 hogares en el 53,2% había menores de 18 años, el 33,8% pertenecía a parejas casadas, el 34,4% tenía a una mujer como cabeza de familia, y el 18,2% no eran familias. El 14,9% de los hogares estaba compuesto por un único individuo, y el 5,8% pertenecía a alguien mayor de 65 años viviendo solo. El tamaño promedio de los hogares era de 3,47 personas y el de las familias de 3,76.
La población estaba distribuida en un 42,5% de habitantes menores de 18 años, un 11,6% entre 18 y 24 años, un 30,1% de 25 a 44, un 11,2% de 45 a 64, y un 4,5% de 65 años o mayores. La media de edad era 22 años. Por cada 100 mujeres había 87,4 hombres. Por cada 100 mujeres de 18 años o más, había 79,5 hombres.
Los ingresos medios por hogar en la localidad eran de 21.607 dólares ($), y los ingresos medios por familia eran 19.943 $. Los hombres tenían unos ingresos medios de 16.458 $ frente a los 16.750 $ para las mujeres. La renta per cápita para la ciudad era de 5.939 $. El 31,0% de la población y el 33,0% de las familias estaban por debajo del umbral de pobreza. El 27,5% de los menores de 18 años y el 59,3% de los habitantes de 65 años o más vivían por debajo del umbral de pobreza.

## Geografía
Según la Oficina del Censo de los Estados Unidos, Tucker tiene un área total de 9,5 km² de los cuales 9,5 km² corresponden a tierra firme y 0,1 km² a agua. El porcentaje total de superficie con agua es 0,55%.